# Iouri Morozov (hockey sur glace)
Pour les articles homonymes, voir Morozov et Iouri Morozov.
Iouri Ivanovitch Morozov (en russe : Юрий Иванович Морозов ; également transcrit selon la norme anglaise : Yuri Ivanovich Morozov), né à Moscou le 31 mars 1938 (URSS) et mort dans la même ville le 26 mai 2022, est un joueur russe de hockey sur glace devenu entraîneur.

## Carrière de joueur
Au cours de sa carrière dans le championnat d'URSS, il a porté les couleurs du Khimik Voskressensk. Il termine avec un bilan de 450 matchs et 170 buts en élite. Il a joué à Vienne en Autriche de 1970 à 1972.

## Carrière internationale
Il a représenté l'URSS lors d'un match (un but) le 6 décembre 1961 contre la Suède (défaite 5-2).